# Mathis Type P e T
La Type P e la Type T erano due autovetture rispettivamente di fascia medio-bassa e bassa, prodotte tra il 1921 ed il 1925 dalla Casa automobilistica francese Mathis.

## Profilo
Lanciata nel 1921, la Type P era in quel periodo la Mathis più economica mai prodotta: classificabile tra gli autocicli per la sua leggerezza e la sua semplicità costruttiva, la Type P se ne discostava però per le sue prestazioni relativamente brillanti e per la varietà di versioni in cui veniva offerta. Era infatti disponibile sia come torpedo che come cabriolet. Inoltre erano disponibili anche le configurazioni berlina, furgone e la "torpedo skiff", dalle linee di chiara ispirazione nautica.
La Type P montava un motore a 4 cilindri da 760 cm³, in grado di erogare una potenza massima di 10 CV a 2300 giri/min.
La trazione era posteriore, con trasmissione priva di differenziale al retrotreno. La frizione era a dischi multipli in bagno d'olio ed il cambio era a 4 marce.
La velocità massima era di 60 km/h.
Nel 1922, alla Type P fu affiancata una versione ancor più economica, la Type T, che montava un motore più piccolo, sempre a 4 cilindri, ma della cilindrata di 628 cm³, e della potenza massima di 8 CV. Il resto della meccanica era identico a quello della Type P: cambiavano solo le prestazioni. La velocità massima era di 50–55 km/h. La Type T era inoltre prevista solo con carrozzeria torpedo a 2 posti.
Questa versione economica fu tolta di produzione alla fine del 1923, mentre la Type P fu prodotta fino alla fine del 1925.